# Øresundstog
L'Øresundståg è una rete di collegamenti ferroviari suburbani e a medio/lungo raggio operata nella regione dell'Øresund fra le città di Copenaghen in Danimarca e Malmö in Svezia. Il nome (in danese Øresundstog, in svedese Öresundståg) significa treno dell'Øresund.
La rete nella sua estensione massima ha raggiunto gli 834 km. Il Ponte di Øresund ha permesso un servizio passeggeri cadenzato (fino a sei treni all'ora in entrambe le direzioni) collegando la Kystbanen e la Ferrovia Øresund in Danimarca con la Västkustbanan in Svezia, che attraverso Malmö arriva fino a Göteborg, Kalmar e Karlskrona e fino a Lund attraverso la Södra stambanan. La rete permette, inoltre, un collegamento tra l'Aeroporto di Copenaghen con l'aeroporto di Malmö.
Il Ponte di Øresund, oltre che confine fra Danimarca e Svezia, è anche il punto che separa i due diversi sistemi di alimentazione elettrica delle due nazioni, obbligando all'uso di motrici a doppia alimentazione per quei convogli che attraversano le opposte sponde dell'Øresund.